# Оганесян, Гор Варданович
Гор Варданович Оганнесян (укр. Оганнесян Гор Варданович, род. 7 августа 1994 года, Луганск, Украина) — украинский борец вольного стиля, бронзовый призёр Европейских игр 2019 года и бронзовый призер индивидуального Кубка мира в Белграде 2020 года.

## Биография
Родился в 7 августа 1994 года в городе Луганск, Украина.
В 2000 году переехал на постоянное место жительство в город Мелитополь, Запорожской области.
Спортивную секцию по вольной борьбе начал посещать с 2005 года под руководством тренера Русанова Валентина Олеговича.
С 2011 года выступает за Украину на различных международных соревнованиях по вольной борьбе. 
В 2011 году стал чемпионом первенства Европы среди кадетов в весовой категории 54 кг
Неоднократный чемпион Украины по всем возрастам.

## Участие в Евроиграх-2019
В июне 2019 года был приглашён в сборную Украины по борьбе для участия на Европейских играх в Минске. В весовой категории до 65 кг завоевал бронзовую медаль. Это первый для спортсмена столь крупный успех на международных соревнованиях высокого уровня.

## Награды
- Медаль «За труд и доблесть» (15 июля 2019 года) — за достижение высоких спортивных результатов на II Европейских играх у г.Минску (Республика Беларусь), проявленные самоотверженность и волю к победе[4].